# TIM (艾维奇专辑)
《TIM》是瑞典音樂制作人艾維奇的第三张录音室专辑，于2019年6月6日发行。这是他在2018年4月20日去世后唱片公司所发行的第一张TIM录音室专辑。 該專輯包括2019年4月10日发行的艾維奇的单曲《SOS》。該专辑所有銷售收入将捐贈给艾維奇自杀后由他人所成立的Tim Bergling基金会，以用于提高人们的心理健康意识。